# Franciszek Brożek
Franciszek Zachariasz Brożek (ur. 23 sierpnia 1890 w Krakowie, zm. w 1940 w Charkowie) – podpułkownik piechoty Wojska Polskiego, członek i współzałożyciel Towarzystwa Sportowego „Wisła”, ofiara zbrodni katyńskiej.

## Życiorys
Syn Jana, urzędnika pocztowego, i Józefy ze Stasików urodzony w Krakowie. Ukończył II Gimnazjum Św. Jacka w Krakowie oraz zaliczył cztery półrocza na Wydziale Prawa Uniwersytetu Jagiellońskiego.
W czasie I wojny światowej walczył w szeregach cesarskiej i królewskiej armii (od lutego do lipca 1916 na froncie rosyjskim, a od lutego 1917 do czerwca 1918 na froncie włoskim). Jego oddziałem macierzystym był c. i k. Pułk Piechoty Nr 13. Na stopień podporucznika został mianowany ze starszeństwem z 1 lutego 1918.
1 listopada 1918 został przyjęty do Wojska Polskiego i przydzielony do 8 pułku piechoty Legionów. Uczestnik wojny polsko-ukraińskiej, a następnie polsko-bolszewickiej.
Bramkarz pierwszej drużyny piłkarskiej Wisły Kraków do 1910. Reprezentant Polski w Igrzyskach Olimpijskich w 1924 (Paryż) w strzelectwie sportowym. Zajął 15. miejsce drużynowo w strzelaniu do tarcz 200, 400, 600, 800 m.
Po zakończeniu działań wojennych pozostał w wojsku jako oficer zawodowy i kontynuował służbę w 13 pułku piechoty w Pułtusku. 3 maja 1922 został zweryfikowany w stopniu kapitana ze starszeństwem od 1 czerwca 1919 i 975. lokatą w korpusie oficerów piechoty.
10 maja 1922 w Paryżu były dowódca kombinowanego pułku piechoty, major Józef Jaklicz sporządził wniosek na odznaczenia kapitana Brożka Orderem Virtuti Militari za czyny dokonane 15 i 26 czerwca 1919. Wniosek został poparty przez generała Władysława Sikorskiego i 12 lipca 1922 przesłany do Adiutantury Generalnej Naczelnego Wodza, lecz nie został zaakceptowany.
12 kwietnia 1927 awansował na majora ze starszeństwem z dniem 1 stycznia 1927 i 80. lokatą w korpusie oficerów piechoty. W maju tego roku został przeniesiony do 18 pułku piechoty w Skierniewicach na stanowisko dowódcy I batalionu. W kwietniu 1928 został przesunięty na stanowiska oficera sztabowego pułku, a w lipcu tego roku przesunięty ponownie na stanowisko dowódcy I batalionu. W marcu 1932 został przeniesiony do Korpusu Ochrony Pogranicza. W 1934 został wyznaczony na stanowisko dowódcy batalionu KOP „Iwieniec”. Na podpułkownika został mianowany ze starszeństwem z 1 stycznia 1936 i 16. lokatą w korpusie oficerów piechoty. W 1937 został kierownikiem 9 Okręgowego Urzędu Wychowania Fizycznego i Przysposobienia Wojskowego w Brześciu.
W czasie kampanii wrześniowej 1939 – po agresji ZSRR na Polskę – w nieznanych okolicznościach dostał się do niewoli sowieckiej. Przebywał w obozie w Starobielsku. Wiosną 1940 został zamordowany przez funkcjonariuszy NKWD w Charkowie i pogrzebany potajemnie w bezimiennej mogile zbiorowej w Piatichatkach, gdzie od 17 czerwca 2000 mieści się oficjalnie Cmentarz Ofiar Totalitaryzmu w Charkowie. Figuruje na tzw. liście Gajdideja (poz. 153 i 253).
5 października 2007 minister obrony narodowej Aleksander Szczygło mianował go pośmiertnie na stopień pułkownika. Awans został ogłoszony 9 listopada 2007 w Warszawie, w trakcie uroczystości „Katyń Pamiętamy – Uczcijmy Pamięć Bohaterów”.

## Ordery i odznaczenia
- Złoty Krzyż Zasługi – 10 listopada 1928[32][33]
- Medal Pamiątkowy za Wojnę 1918–1921[27]
- Medal Dziesięciolecia Odzyskanej Niepodległości[27]